# Zennibe Yıldız
Zennibe Yıldız est une ancienne joueuse de volley-ball turque née le 2 octobre 1987 à Kırşehir. Elle mesure 1,83 m et jouait au poste de centrale. 

## Clubs
| Club                      | De        | À         |
| ------------------------- | --------- | --------- |
| Türk Telekom Ankara       |           | 2004-2005 |
| Tireboluspor Giresun      | 2005-2006 | 2005-2006 |
| Ankara Eczacı Spor Kulübü | 2006-2007 | 2006-2007 |
| MKE Ankaragücü            | 2007-2008 | 2011-2012 |
| Karşıyaka İzmir           | 2012-2013 | 2012-2013 |
| Anemon Hotels             | jan 2013  | avr 2013  |
| MKE Ankaragücü            | 2013-2014 | 2013-2014 |